# Lucanus adelmae
Lucanus adelmae – gatunek chrząszcza z rodziny jelonkowatych.
Gatunek ten opisał w 2003 roku Michelle Zilioli na podstawie pojedynczego samca, odłowionego w 2000 roku w Saga-in.
Chrząszcz ten ma ciało o długości 34,4 mm i największej szerokości 12 mm. Długość bez żuwaczek wynosi 27,8 mm. Ubarwiony jest głównie czarno, pokryty żółtawym, rzadkim i krótkim owłosieniem. Pokrywy ma ciemno rudobrązowe, czerniejące ku bokom i wzdłuż szwu. Odnóża czarniawe z ciemno rudobrązową większą częścią ud. Kształt jego żuwaczek, jest smukły, regularnie zakrzywiony ku lekko spłaszczonemu końcowi, a ich powierzchnia matowa. Pośrodku ich krawędzi wewnętrznej leży stożkowaty, ledwo zagięty do góry ząb środkowy. Głowa matowa, poprzeczna, o wklęśniętej i pośrodku zanikającej listewce czołowej oraz lekko zafalowanych za przednimi kątami listewkach bocznych. Canthus nie sięga połowy średnicy oka. Buławka czułków z 5 długimi, silnymi, owłosionymi blaszkami i 1 blaszką nagą i krótszą. Narządy rozrodcze samca o paramerach silnie zakrzywionych, środkowym płacie edeagusa krótszym i smuklejszym od nich, a flagellum silnie rozszerzonym u wierzchołka.
Owad znany tylko z zachodniej Mjanmy.